# Élections législatives de 2017 en Savoie
Les élections législatives françaises de 2017 se dérouleront les 11 et 18 juin 2017. Dans le département de la Savoie, quatre députés sont à élire dans le cadre de quatre circonscriptions.

## Élus
| Circonscription                                 | Député sortant     | Parti | Parti | Député élu ou réélu | Parti | Parti |
| ----------------------------------------------- | ------------------ | ----- | ----- | ------------------- | ----- | ----- |
| 1re                                             | Dominique Dord     |       | LR    | Typhanie Degois     |       | LREM  |
| 2e                                              | Hervé Gaymard*     |       | LR    | Vincent Rolland     |       | LR    |
| 3e                                              | Béatrice Santais*  |       | PS    | Émilie Bonnivard    |       | LR    |
| 4e                                              | Bernadette Laclais |       | PS    | Patrick Mignola     |       | MoDem |
| * député sortant ne se représentant pas en 2017 |                    |       |       |                     |       |       |

## Rappel des résultats départementaux des élections de 2012
| Parti          | Parti                                   | Premier tour | Premier tour | Second tour | Second tour | Sièges |  |
| Parti          | Parti                                   | Voix         | %            | Voix        | %           | Sièges |  |
| -------------- | --------------------------------------- | ------------ | ------------ | ----------- | ----------- | ------ |  |
|                | Union pour un mouvement populaire       | 40 954       | 23,77        | 47 250      | 29,85       | 2      |  |
|                | Divers droite dont DLR, PCD             | 25 764       | 14,95        | 35 671      | 22,53       | 0      |  |
|                | Droite parlementaire                    | 66 718       | 38,72        | 82 921      | 52,38       | 2      |  |
|                |                                         |              |              |             |             |        |  |
|                | Parti socialiste                        | 42 830       | 24,86        | 57 731      | 37,47       | 2      |  |
|                | Europe Écologie Les Verts               | 19 968       | 11,59        | 17 653      | 11,15       | 0      |  |
|                | Majorité présidentielle                 | 62 798       | 36,45        | 75 384      | 47,62       | 2      |  |
|                |                                         |              |              |             |             |        |  |
|                | Front national                          | 25 767       | 14,95        |             |             | 0      |  |
|                | Front de gauche                         | 10 912       | 6,33         | 0           |             |        |  |
|                | Divers écologiste dont MHAN, AÉI et MÉI | 2 999        | 1,74         | 0           |             |        |  |
|                | Extrême gauche dont LO, NPA et POI      | 2 213        | 1,28         | 0           |             |        |  |
|                | Divers                                  | 892          | 0,52         | 0           |             |        |  |
|                |                                         |              |              |             |             |        |  |
| Inscrits       | Inscrits                                | 299 429      | 100,00       | 299 424     | 100,00      | 4      |  |
| Abstentions    | Abstentions                             | 124 936      | 41,72        | 136 596     | 45,62       |        |  |
| Votants        | Votants                                 | 174 493      | 58,28        | 162 828     | 54,38       |        |  |
| Blancs et nuls | Blancs et nuls                          | 2 194        | 1,26         | 4 523       | 2,78        |        |  |
| Exprimés       | Exprimés                                | 172 299      | 98,74        | 158 305     | 97,22       |        |  |

## Résultats

### Résultats à l'échelle du département
|                                            |                                      |                           |                           |                          |                          |
|                                            |                                      | Premier tour 11 juin 2017 | Premier tour 11 juin 2017 | Second tour 18 juin 2017 | Second tour 18 juin 2017 |
|                                            |                                      |                           |                           |                          |                          |
|                                            |                                      | Nombre                    | % des inscrits            | Nombre                   | % des inscrits           |
| Inscrits                                   | Inscrits                             | 310 455                   | 100,00                    | 310 478                  | 100,00                   |
| Abstentions                                | Abstentions                          | 162 841                   | 52,45                     | 182 062                  | 58,64                    |
| Votants                                    | Votants                              | 147 614                   | 47,55                     | 128 416                  | 41,36                    |
|                                            |                                      |                           | % des votants             |                          | % des votants            |
| Bulletins blancs                           | Bulletins blancs                     | 1 989                     | 1,35                      | 9 816                    | 7,64                     |
| Bulletins nuls                             | Bulletins nuls                       | 735                       | 0,50                      | 4 353                    | 3,39                     |
| Suffrages exprimés                         | Suffrages exprimés                   | 144 890                   | 98,15                     | 114 247                  | 88,97                    |
|                                            |                                      |                           |                           |                          |                          |
| Étiquette politique                        | Étiquette politique                  | Voix                      | % des exprimés            | Voix                     | % des exprimés           |
|                                            |                                      |                           |                           |                          |                          |
|                                            | Les Républicains                     | 33 355                    | 23,02                     | 47 708                   | 41,76                    |
|                                            | La République en marche              | 25 503                    | 17,60                     | 32 131                   | 28,12                    |
|                                            | La France insoumise                  | 17 685                    | 12,21                     |                          |                          |
|                                            | Divers                               | 17 669                    | 12,19                     | 10 547                   | 9,23                     |
|                                            | Front national                       | 17 245                    | 11,90                     |                          |                          |
|                                            | Mouvement démocrate                  | 10 077                    | 6,95                      | 13 293                   | 11,64                    |
|                                            | Écologiste                           | 7 106                     | 4,90                      |                          |                          |
|                                            | Divers gauche                        | 6 194                     | 4,27                      | 10 568                   | 9,25                     |
|                                            | Parti communiste français            | 3 523                     | 2,43                      |                          |                          |
|                                            | Union des démocrates et indépendants | 2 480                     | 1,71                      |                          |                          |
|                                            | Parti socialiste                     | 1 835                     | 1,27                      |                          |                          |
|                                            | Debout la France                     | 1 335                     | 0,92                      |                          |                          |
|                                            | Extrême gauche                       | 883                       | 0,61                      |                          |                          |
|                                            | Divers droite                        | 0                         | 0,00                      |                          |                          |
| Source : Ministère de l'Intérieur - Savoie |                                      |                           |                           |                          |                          |

### Résultats par circonscription

#### Première circonscription
Député sortant : Dominique Dord (Les Républicains).
|                                                                           |                                                                                         |                           |                           |                          |                          |
|                                                                           |                                                                                         | Premier tour 11 juin 2017 | Premier tour 11 juin 2017 | Second tour 18 juin 2017 | Second tour 18 juin 2017 |
|                                                                           |                                                                                         |                           |                           |                          |                          |
|                                                                           |                                                                                         | Nombre                    | % des inscrits            | Nombre                   | % des inscrits           |
| Inscrits                                                                  | Inscrits                                                                                | 87 089                    | 100,00                    | 87 096                   | 100,00                   |
| Abstentions                                                               | Abstentions                                                                             | 44 004                    | 50,53                     | 45 815                   | 52,60                    |
| Votants                                                                   | Votants                                                                                 | 43 085                    | 49,47                     | 41 281                   | 47,40                    |
|                                                                           |                                                                                         |                           | % des votants             |                          | % des votants            |
| Bulletins blancs                                                          | Bulletins blancs                                                                        | 446                       | 1,04                      | 1 997                    | 4,84                     |
| Bulletins nuls                                                            | Bulletins nuls                                                                          | 180                       | 0,42                      | 1 154                    | 2,80                     |
| Suffrages exprimés                                                        | Suffrages exprimés                                                                      | 42 459                    | 98,55                     | 38 130                   | 92,37                    |
|                                                                           |                                                                                         |                           |                           |                          |                          |
| Candidat Étiquette politique (partis et alliances)                        | Candidat Étiquette politique (partis et alliances)                                      | Voix                      | % des exprimés            | Voix                     | % des exprimés           |
|                                                                           |                                                                                         |                           |                           |                          |                          |
|                                                                           | Typhanie Degois La République en marche (Mouvement démocrate)                           | 14 330                    | 33,75                     | 19 355                   | 50,76                    |
|                                                                           | Dominique Dord (député sortant) Les Républicains (Union des démocrates et indépendants) | 12 531                    | 29,51                     | 18 775                   | 49,24                    |
|                                                                           | Jean-Pierre Chauveau Front national                                                     | 4 721                     | 11,12                     |                          |                          |
|                                                                           | Thierry Bonnamour La France insoumise                                                   | 4 556                     | 10,73                     |                          |                          |
|                                                                           | Fatiha Brunetti Parti socialiste                                                        | 1 835                     | 4,32                      |                          |                          |
|                                                                           | Caroline Carron Divers                                                                  | 1 171                     | 2,76                      |                          |                          |
|                                                                           | Frédéric Exertier Écologiste (Confédération pour l'homme, l'animal et la planète)       | 839                       | 1,98                      |                          |                          |
|                                                                           | Marie-Françoise Delsart Divers (Mouvement citoyen de Savoie)                            | 712                       | 1,68                      |                          |                          |
|                                                                           | Sylvain Socquet-Juglard Écologiste (Alliance écologiste indépendante)                   | 631                       | 1,49                      |                          |                          |
|                                                                           | Jean Chrétien Divers (Savoie fédérale)                                                  | 409                       | 0,96                      |                          |                          |
|                                                                           | Raphaëlle Petit Divers (Union populaire républicaine)                                   | 285                       | 0,67                      |                          |                          |
|                                                                           | Claire Schwab Divers (Parti animaliste)                                                 | 232                       | 0,55                      |                          |                          |
|                                                                           | Véronique Duperron Lutte ouvrière                                                       | 207                       | 0,49                      |                          |                          |
| Source : Ministère de l'Intérieur - Première circonscription de la Savoie |                                                                                         |                           |                           |                          |                          |

#### Deuxième circonscription
Député sortant : Hervé Gaymard (Les Républicains).
|                                                                           |                                                                              |                           |                           |                          |                          |
|                                                                           |                                                                              | Premier tour 11 juin 2017 | Premier tour 11 juin 2017 | Second tour 18 juin 2017 | Second tour 18 juin 2017 |
|                                                                           |                                                                              |                           |                           |                          |                          |
|                                                                           |                                                                              | Nombre                    | % des inscrits            | Nombre                   | % des inscrits           |
| Inscrits                                                                  | Inscrits                                                                     | 76 011                    | 100,00                    | 76 029                   | 100,00                   |
| Abstentions                                                               | Abstentions                                                                  | 43 612                    | 57,38                     | 48 545                   | 63,85                    |
| Votants                                                                   | Votants                                                                      | 32 399                    | 42,62                     | 27 484                   | 36,15                    |
|                                                                           |                                                                              |                           | % des votants             |                          | % des votants            |
| Bulletins blancs                                                          | Bulletins blancs                                                             | 552                       | 1,70                      | 2 072                    | 7,54                     |
| Bulletins nuls                                                            | Bulletins nuls                                                               | 188                       | 0,58                      | 789                      | 2,87                     |
| Suffrages exprimés                                                        | Suffrages exprimés                                                           | 31 659                    | 97,72                     | 24 623                   | 89,59                    |
|                                                                           |                                                                              |                           |                           |                          |                          |
| Candidat Étiquette politique (partis et alliances)                        | Candidat Étiquette politique (partis et alliances)                           | Voix                      | % des exprimés            | Voix                     | % des exprimés           |
|                                                                           |                                                                              |                           |                           |                          |                          |
|                                                                           | Vincent Rolland Les Républicains (Union des démocrates et indépendants)      | 10 406                    | 32,87                     | 14 076                   | 57,17                    |
|                                                                           | Philipe Troutot Divers                                                       | 8 253                     | 26,07                     | 10 547                   | 42,83                    |
|                                                                           | Jean-Marie Garcin Front national                                             | 3 880                     | 12,26                     |                          |                          |
|                                                                           | Viviane Nogues La France insoumise                                           | 3 864                     | 12,21                     |                          |                          |
|                                                                           | Yves Durieux Europe Écologie Les Verts                                       | 1 876                     | 5,93                      |                          |                          |
|                                                                           | Nataline Chareyron Parti communiste français                                 | 840                       | 2,65                      |                          |                          |
|                                                                           | Elvire Blanc Debout la France                                                | 590                       | 1,86                      |                          |                          |
|                                                                           | Mireille Frêne Divers (Parti animaliste)                                     | 495                       | 1,56                      |                          |                          |
|                                                                           | Colette Biguet Divers (Savoie fédérale)                                      | 430                       | 1,36                      |                          |                          |
|                                                                           | Carla Bérard Écologiste (Confédération pour l'homme, l'animal et la planète) | 419                       | 1,32                      |                          |                          |
|                                                                           | Lauriane Mollier Divers (Union populaire républicaine)                       | 249                       | 0,79                      |                          |                          |
|                                                                           | Hugo Merzisen Lutte ouvrière                                                 | 196                       | 0,62                      |                          |                          |
|                                                                           | Abdullah Sen Divers (Parti égalité et justice)                               | 161                       | 0,51                      |                          |                          |
| Source : Ministère de l'Intérieur - Deuxième circonscription de la Savoie |                                                                              |                           |                           |                          |                          |

#### Troisième circonscription

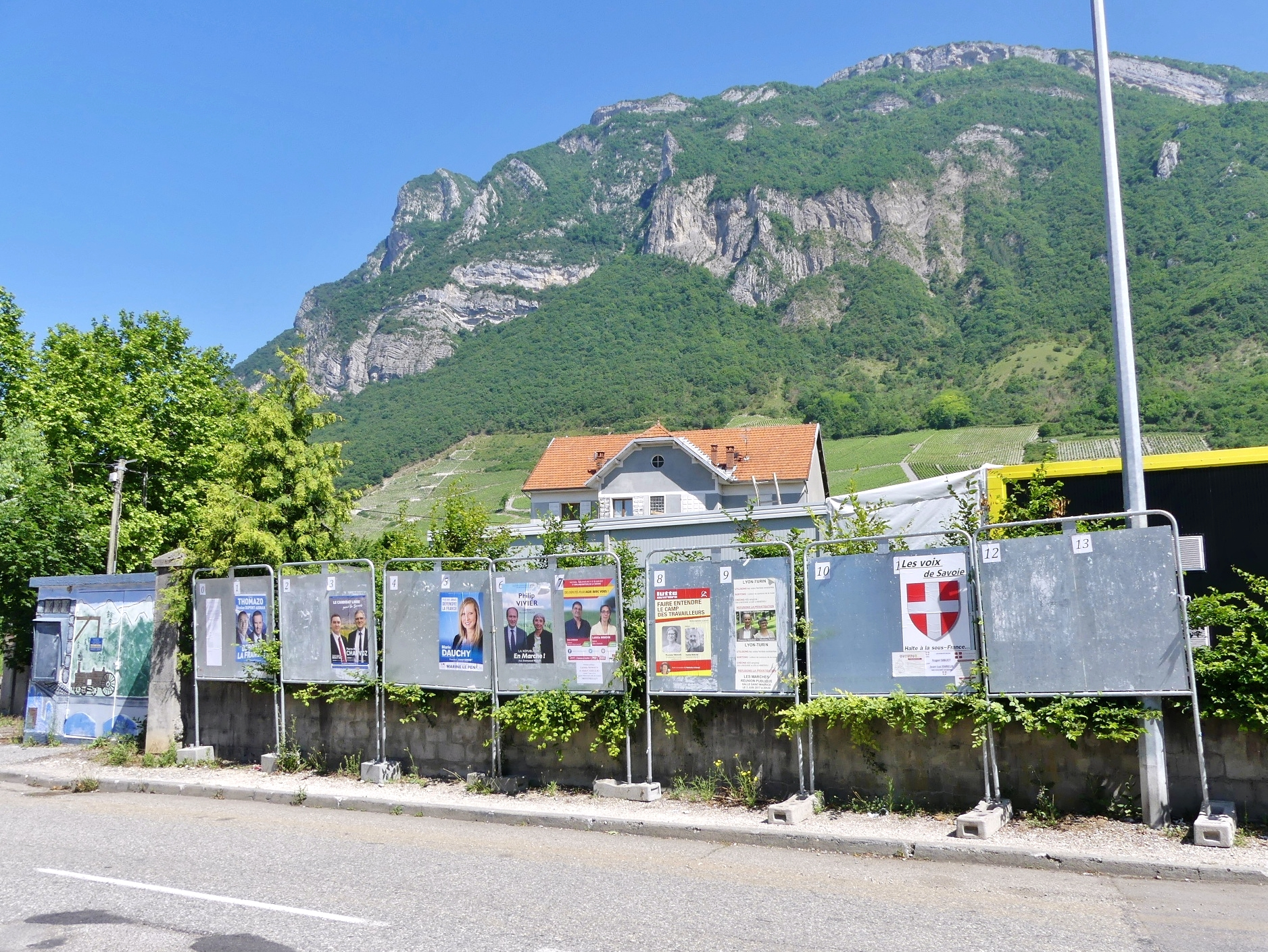
Affiches électorales à Montmélian dans la 3e circonscription.

Député sortant : Béatrice Santais (Parti socialiste).
|                                                                            |                                                                          |                           |                           |                          |                          |
|                                                                            |                                                                          | Premier tour 11 juin 2017 | Premier tour 11 juin 2017 | Second tour 18 juin 2017 | Second tour 18 juin 2017 |
|                                                                            |                                                                          |                           |                           |                          |                          |
|                                                                            |                                                                          | Nombre                    | % des inscrits            | Nombre                   | % des inscrits           |
| Inscrits                                                                   | Inscrits                                                                 | 72 716                    | 100,00                    | 72 714                   | 100,00                   |
| Abstentions                                                                | Abstentions                                                              | 36 829                    | 50,65                     | 41 588                   | 57,19                    |
| Votants                                                                    | Votants                                                                  | 35 887                    | 49,35                     | 31 126                   | 42,81                    |
|                                                                            |                                                                          |                           | % des votants             |                          | % des votants            |
| Bulletins blancs                                                           | Bulletins blancs                                                         | 542                       | 1,51                      | 2 436                    | 7,83                     |
| Bulletins nuls                                                             | Bulletins nuls                                                           | 211                       | 0,59                      | 1 057                    | 3,40                     |
| Suffrages exprimés                                                         | Suffrages exprimés                                                       | 35 134                    | 97,90                     | 27 633                   | 88,78                    |
|                                                                            |                                                                          |                           |                           |                          |                          |
| Candidat Étiquette politique (partis et alliances)                         | Candidat Étiquette politique (partis et alliances)                       | Voix                      | % des exprimés            | Voix                     | % des exprimés           |
|                                                                            |                                                                          |                           |                           |                          |                          |
|                                                                            | Philip Vivier La République en marche (Mouvement démocrate)              | 11 173                    | 31,80                     | 12 776                   | 46,23                    |
|                                                                            | Émilie Bonnivard Les Républicains (Union des démocrates et indépendants) | 7 285                     | 20,73                     | 14 857                   | 53,77                    |
|                                                                            | Marie Dauchy Front national                                              | 5 074                     | 14,44                     |                          |                          |
|                                                                            | Alexandre Roux La France insoumise                                       | 4 393                     | 12,50                     |                          |                          |
|                                                                            | Pierre-Marie Charvoz Divers                                              | 3 076                     | 8,76                      |                          |                          |
|                                                                            | Ghislaine Socquet-Juglard Écologiste (Mouvement 100 %)                   | 1 119                     | 3,18                      |                          |                          |
|                                                                            | Laetitia Mimoun Parti communiste français                                | 905                       | 2,58                      |                          |                          |
|                                                                            | Vincent Thomazo Debout la France                                         | 745                       | 2,12                      |                          |                          |
|                                                                            | Roger Sibuet Divers (Savoie fédérale)                                    | 480                       | 1,37                      |                          |                          |
|                                                                            | François Mauduit Divers                                                  | 358                       | 1,02                      |                          |                          |
|                                                                            | Pascale Trouvé Lutte ouvrière                                            | 272                       | 0,77                      |                          |                          |
|                                                                            | Adrien Riondet Divers (Union populaire républicaine)                     | 254                       | 0,72                      |                          |                          |
|                                                                            | Henriette Pons Divers droite (Parti Chrétien-Démocrate)                  | 0                         | 0,00                      |                          |                          |
| Source : Ministère de l'Intérieur - Troisième circonscription de la Savoie |                                                                          |                           |                           |                          |                          |

#### Quatrième circonscription

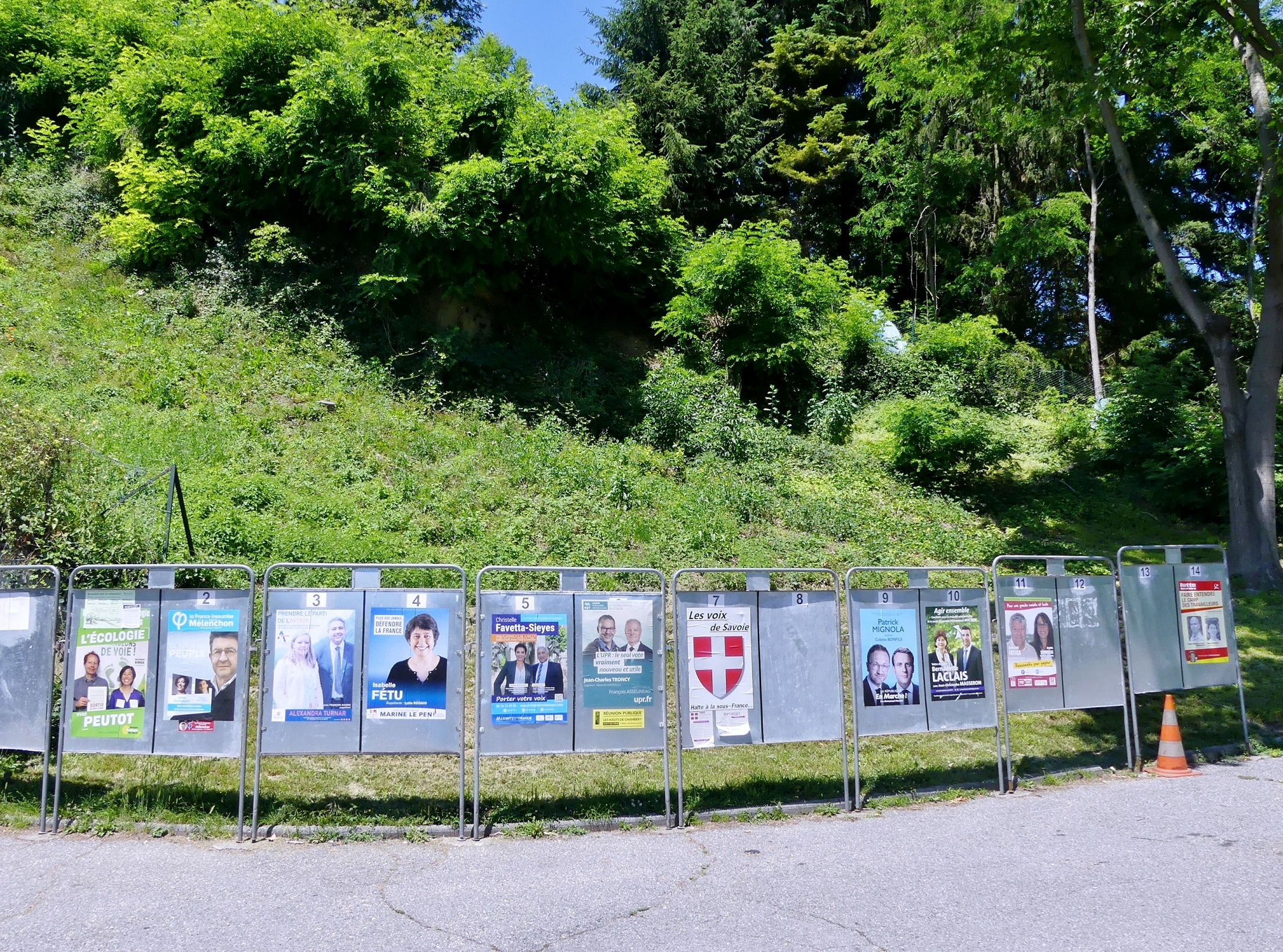
Affiches électorales à Chambéry dans la 4e circonscription.

Député sortant : Bernadette Laclais (Parti socialiste).
|                                                                            |                                                                                   |                           |                           |                          |                          |
|                                                                            |                                                                                   | Premier tour 11 juin 2017 | Premier tour 11 juin 2017 | Second tour 18 juin 2017 | Second tour 18 juin 2017 |
|                                                                            |                                                                                   |                           |                           |                          |                          |
|                                                                            |                                                                                   | Nombre                    | % des inscrits            | Nombre                   | % des inscrits           |
| Inscrits                                                                   | Inscrits                                                                          | 74 639                    | 100,00                    | 74 639                   | 100,00                   |
| Abstentions                                                                | Abstentions                                                                       | 38 396                    | 51,44                     | 46 114                   | 61,78                    |
| Votants                                                                    | Votants                                                                           | 36 243                    | 48,56                     | 28 525                   | 38,22                    |
|                                                                            |                                                                                   |                           | % des votants             |                          | % des votants            |
| Bulletins blancs                                                           | Bulletins blancs                                                                  | 449                       | 1,24                      | 3 311                    | 11,61                    |
| Bulletins nuls                                                             | Bulletins nuls                                                                    | 156                       | 0,43                      | 1 353                    | 4,74                     |
| Suffrages exprimés                                                         | Suffrages exprimés                                                                | 35 638                    | 98,33                     | 23 861                   | 83,65                    |
|                                                                            |                                                                                   |                           |                           |                          |                          |
| Candidat Étiquette politique (partis et alliances)                         | Candidat Étiquette politique (partis et alliances)                                | Voix                      | % des exprimés            | Voix                     | % des exprimés           |
|                                                                            |                                                                                   |                           |                           |                          |                          |
|                                                                            | Patrick Mignola Mouvement démocrate (La République en marche)                     | 10 077                    | 28,28                     | 13 293                   | 55,71                    |
|                                                                            | Bernadette Laclais (députée sortante) Divers gauche                               | 6 194                     | 17,38                     | 10 568                   | 44,29                    |
|                                                                            | Tiphaine Ducharne La France insoumise                                             | 4 872                     | 13,67                     |                          |                          |
|                                                                            | Isabelle Fétu Front national                                                      | 3 570                     | 10,02                     |                          |                          |
|                                                                            | Alexandra Turnar Les Républicains                                                 | 3 133                     | 8,79                      |                          |                          |
|                                                                            | Christelle Favetta-Sieyes Union des démocrates et indépendants (Les Républicains) | 2 480                     | 6,96                      |                          |                          |
|                                                                            | Yves Peutot Europe Écologie Les Verts                                             | 2 105                     | 5,91                      |                          |                          |
|                                                                            | Antoine Fatiga Parti communiste français                                          | 1 778                     | 4,99                      |                          |                          |
|                                                                            | Richard Gevet Divers (Savoie fédérale)                                            | 438                       | 1,23                      |                          |                          |
|                                                                            | Mireille Bouvier Divers (Parti animaliste)                                        | 343                       | 0,96                      |                          |                          |
|                                                                            | Jean-Charles Troncy Divers (Union populaire républicaine)                         | 260                       | 0,73                      |                          |                          |
|                                                                            | Edgar Barraclough-Fernandez Lutte ouvrière                                        | 208                       | 0,58                      |                          |                          |
|                                                                            | Habiba Boufama Écologiste (Mouvement 100 %)                                       | 117                       | 0,33                      |                          |                          |
|                                                                            | Delphine Peters Divers (Parti égalité et justice)                                 | 63                        | 0,18                      |                          |                          |
| Source : Ministère de l'Intérieur - Quatrième circonscription de la Savoie |                                                                                   |                           |                           |                          |                          |